# VDL Futura
VDL Futura (dawniej: Bova Futura, VDL Bova Futura) – rodzina autokarów turystycznych produkowana od 1983 r. przez holenderskie przedsiębiorstwo Bova, a od 2004 r. przez VDL Bus & Coach. Pierwsza generacja modelu, wielokrotnie modyfikowana i modernizowana, była produkowana do 2013 r., natomiast od 2010 r. dostępny jest model drugiej generacji: VDL Futura 2.

## Futura Classic (1983–2013)

### 1982–1991
Pod koniec lat 70. i na początku 80. XX w. w Europie wzrosło zapotrzebowanie na luksusowe autokary turystyczne w związku ze wzrostem popularności tego środka transportu na trasach dalekobieżnych. W związku z powyższym Bova postanowiła wprowadzić na rynek nowy model luksusowego autokaru turystycznego, który miał zastąpić model Bova Europa. Po 2,5 roku prac pod kierownictwem Axela Enthovena, we wrześniu 1982 r. zaprezentowano nowy model Bova Futura. Nowy model wyróżniał się na tle konkurencji nowoczesnym designem oraz bogatym wyposażeniem. Charakterystyczna wybrzuszona przednia ściana została zaprojektowana w aerodynamiczny sposób, by zmniejszyć zużycie paliwa. Zmniejszenie oporów aerodynamicznych uzyskano także przez wprowadzenie z przodu i z tyłu pojazdu spojlerów oraz technologię wklejania podwójnych szyb bocznych w panele nadwozia (dotychczas stosowano jednoszybowe okna wstawiane w innej technologii). Charakterystyczne wzornictwo znalazło naśladowców – podobny wygląd wypukłej ściany przedniej miał m.in. Autosan A1112T i Autosan Lider. Nowy model zużycie paliwa miał niższe od poprzedników o ok. 12%, a przy prędkości 100 km/h nawet o 17%. Zwracała uwagę także duża przednia szyba, która zachodziła prawie na dach autokaru. We wnętrzu zastosowano wiele nowinek technologicznych, m.in.: klimatyzację; wyższe i bardziej ergonomiczne, a jednocześnie lżejsze fotele; odtwarzacz VHS; monitory CTS; toaletę chemiczną. Duży nacisk położono na ergonomię kabiny kierowcy. W podwoziu zaszły zmiany konstrukcyjne – zastosowano nowy typ amortyzatorów i usztywniono konstrukcję, co pozwoliło na rozwijanie większych prędkości. Jednostką napędową nowego modelu był silnik DAF DTK o mocy od 230 do 320 KM. W późniejszych latach oferowano także silniki Mercedes-Benz, a w latach 1994–2002 również MAN i Cummins, jednak były one rzadziej stosowane.
Początkowo model Futura dostępny był tylko w dwóch konfiguracjach o długości 12 metrów: FL o wysokości 3,26 m i FH o wysokości 3,55 m. Później wprowadzono także najniższy model regionalny Futura FVD. W oznaczeniu literowym pierwsza litera oznacza model Futura, druga – wysokość autokaru, a trzecia – producenta silnika, czyli D – DAF, M – Mercedes-Benz, X – MAN i C – Cummins. W późniejszych latach wprowadzono modele o różnej długości, które rozróżniano dwiema cyframi oznaczającymi przybliżoną długość w metrach. Ostatnie trzy cyfry po myślniku oznaczają moc silnika w koniach mechanicznych. 
Przez pierwszych 10 lat produkcji z linii montażowej zjechały 2953 autokary Bova Futura, z czego ok. 90% stanowiły modele wysokopokładowe. 

### 1991–1999
W 1991 r. wprowadzono pierwsze modyfikacje w modelu Futura. Zmieniono nieco kształt przednich spojlerów, wprowadzono większe przednie kierunkowskazy wkomponowane w przetłoczenie na przedniej ścianie. Z tyłu okrągłe reflektory zastąpiono podłużnymi prostokątnymi o trójkątnym zakończeniu. Zmniejszono tylną klapę silnika, powiększono natomiast otwory wentylacyjne silnika. W 1993 r. zaprezentowano nowy model Futura Magnum o długości 15 m, który powstał głównie z myślą o liniowych przewoźnikach autokarowych – oferuje dużą ilość miejsc siedzących i dużą przestrzeń bagażową, ale jest tańszy w eksploatacji niż autokary dwupokładowe. Był to pierwszy na rynku autokar o długości 15 m. W 1996 r. Bova wprowadziła model 14-metrowy, a rok później także o długości 13 m. W tym samym roku wprowadzono też model o długości 12,7 m na dwóch osiach. Dzięki takiemu rozwiązaniu możliwe było powiększenie przestrzeni pasażerskiej o 4 miejsca siedzące przy niewielkim wzroście kosztów zakupu i późniejszej eksploatacji. Rozwiązanie to nie było jednak popularne w większości krajów ze względu na uwarunkowania prawne. Sytuacja uległa zmianie po 2002 r., kiedy to na terenie całej Unii Europejskiej dopuszczono eksploatowanie autobusów dwuosiowych o długości powyżej 12 m bez specjalnych zezwoleń.
Jednocześnie wprowadzano modele przystosowane do ruchu lewostronnego. Głównym rynkiem zbytu dla takich autokarów była Wielka Brytania, jednak w całym okresie produkcji sprzedano 46 pojazdów do Australii. Ciekawym rozwiązaniem w niektórych modelach na rynek brytyjski były drzwi montowane po obydwu stronach autokaru, dzięki czemu mogły one być eksploatowane zarówno w ruchu lewo-, jak i prawostronnym.

### 1999–2006
W 1999 r. rodzina autokarów Futura przeszła kolejny face lifting. Wprowadzono część elementów stylistycznych znanych z najnowszego autokaru marki Bova – Magiq. Zmieniono kształt przedniego spojlera i zastosowano indywidualne okrągłe światła przednie. Zrezygnowano z dużych kierunkowskazów i wyraźnego przetłoczenia na całej szerokości autokaru na rzecz niewielkich przetłoczeń nawiązujących kształtem do dawnych kierunkowskazów. Nieco zaokrąglona została także linia tylnej ściany autokaru.

### 2006–2013
W 2006 r. pierwsza generacja Futury przeszła ostatnie modyfikacje. Były one związane głównie ze wprowadzeniem norm emisji spalin Euro 4 i Euro 5. Zastosowano nowe układy napędowe w oparciu o silniki DAF PR oraz zainstalowano 40-litrowy zbiornik AdBlue. Wprowadzono kolejne zmiany przednich reflektorów oraz przetłoczeń nad nimi. Zrezygnowano także z prostokątnych tylnych świateł na rzecz okrągłych o kształcie nawiązującym do tych sprzed 1991 r. Duże zmiany wprowadzono we wnętrzu autokaru – zmodyfikowano całkowicie pulpit i deskę rozdzielczą kierowcy, zastosowano oświetlenie wewnętrzne LED, zmieniono kolorystykę wnętrza. Zastosowano nowoczesne systemy bezpieczeństwa, m.in. EBS oraz ESC. 
W 2007 r. VDL Bova zmieniło politykę marketingową zmieniając portfolio oferowanych autokarów. Od tego roku modele Futura były dostępne jedynie w wersji dwuosiowej FLD o długości 12 m i 12,71 m oraz FHD o długości 10,45 m, 12,04 m i 12,75 m. Trzyosiowe autokary były dostępne jedynie pod modelem Magiq. Wprowadzono także na rynek model FLD 104 o długości 10,4 m, lecz nie zdobył on większego uznania klientów. 
W 2011 r. wprowadzono na rynek nową odsłonę autokarów Futura 2, jednak pierwsza generacja modelu była produkowana równolegle. W celu rozróżniania modeli nowej i starej generacji, autokary według dotychczasowej konstrukcji nazwano Futura Classic. Ostatnie egzemplarze Futura Classic zjechały z linii montażowej w 2013 r., wraz ze wprowadzeniem normy emisji spalin Euro 6.

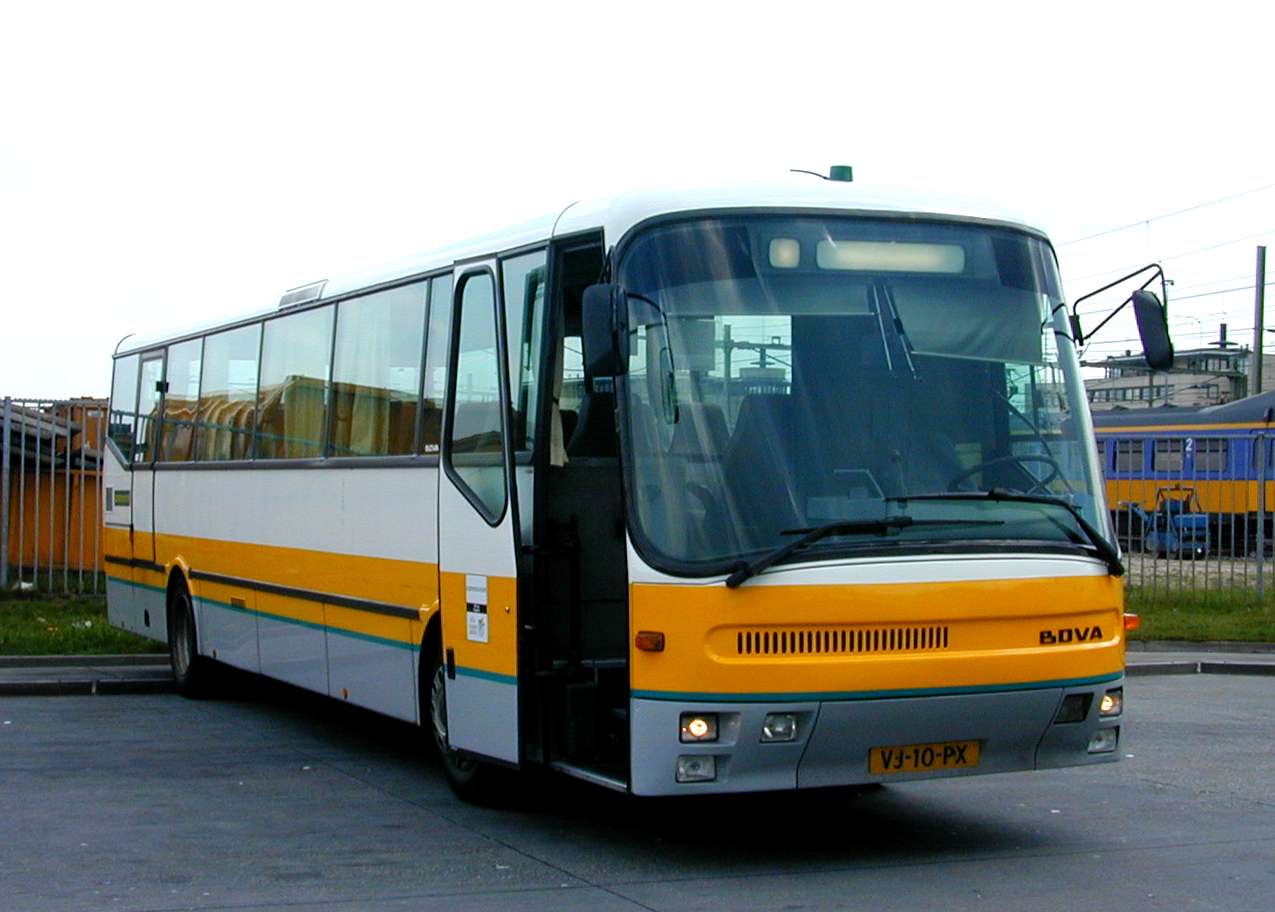
Bova Futura FVD 12 w pierwszej odsłonie
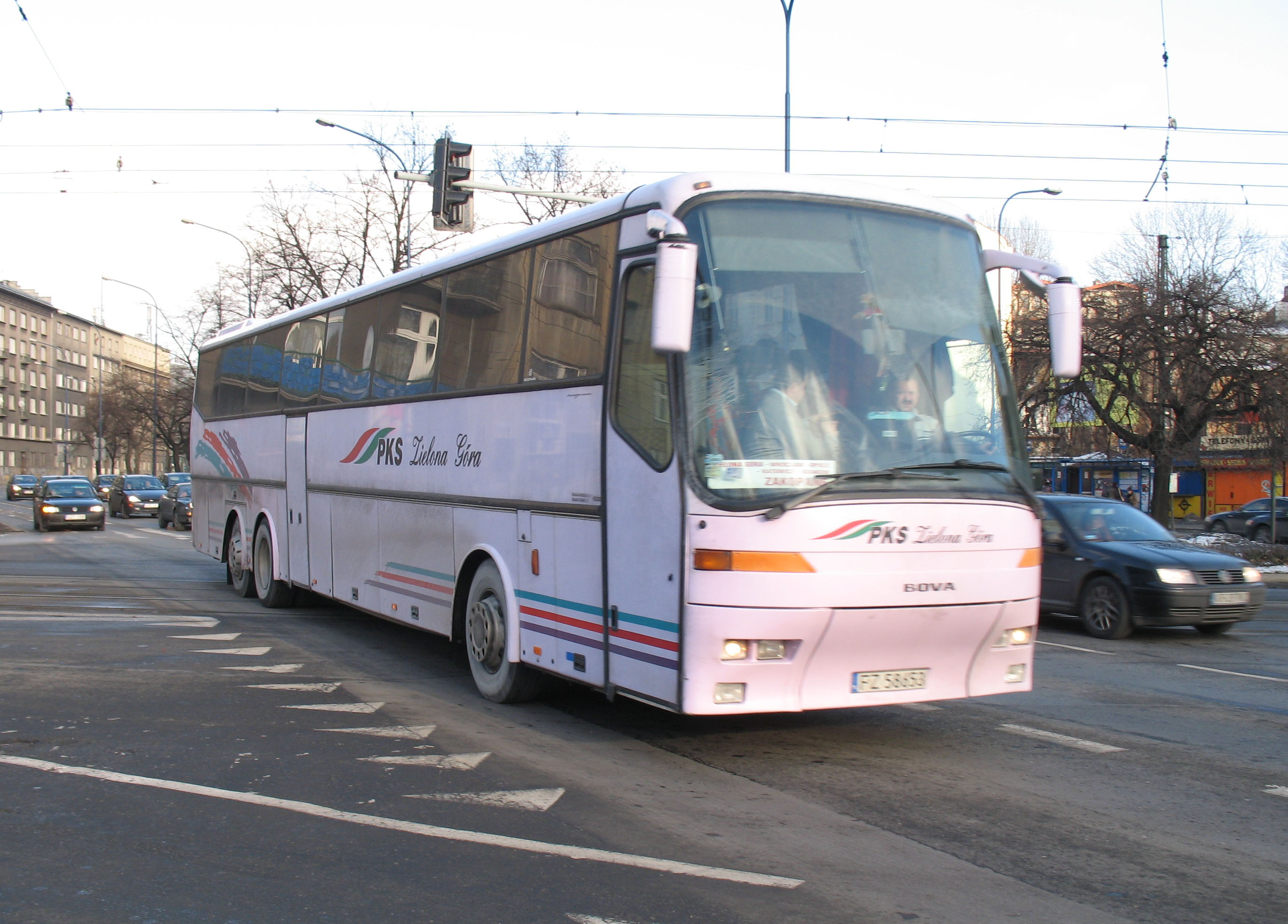
Bova Futura Magnum FHD 15 po pierwszym face liftingu
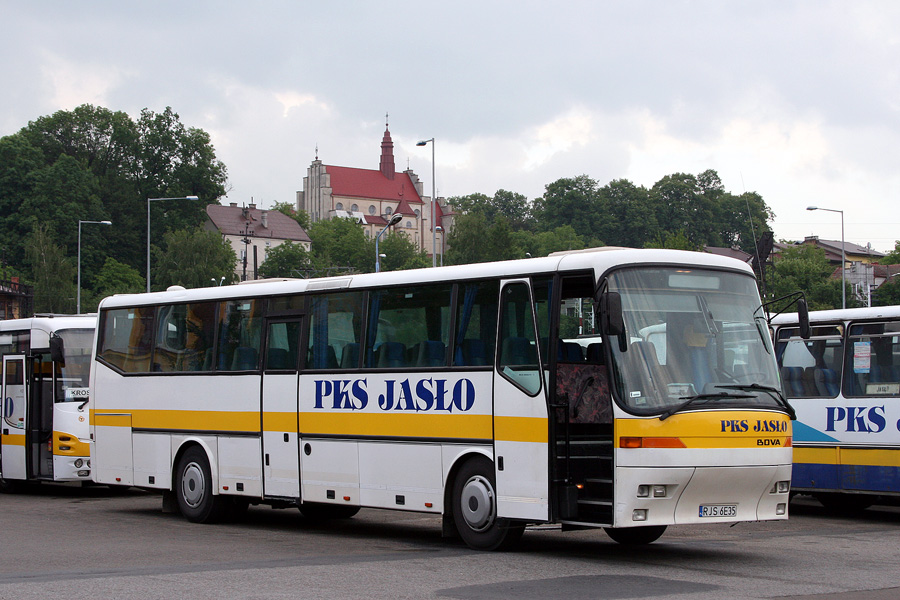
Bova Futura FLD 12 po pierwszym face liftingu
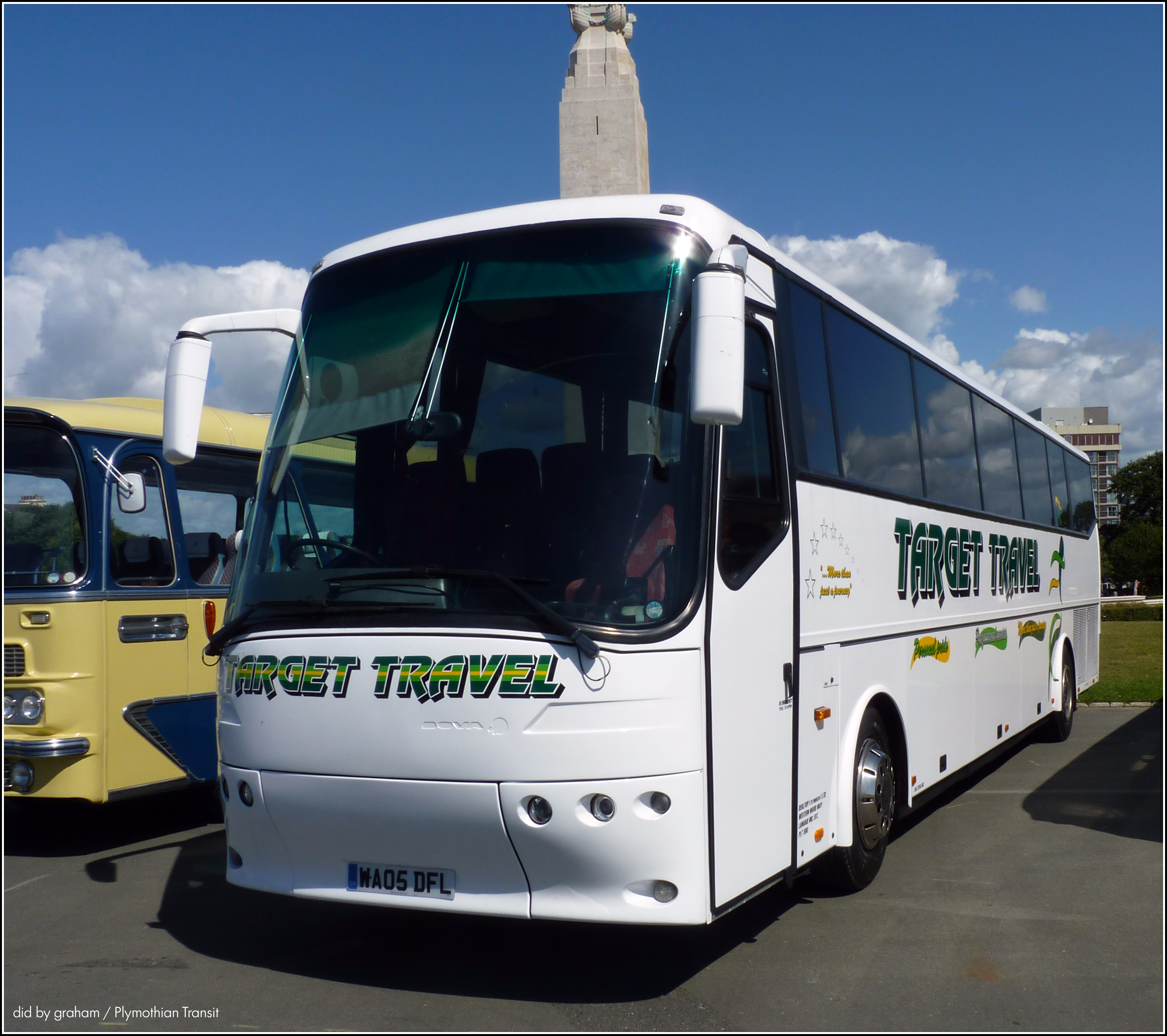
Bova Futura FHD 13 w trzeciej odsłonie
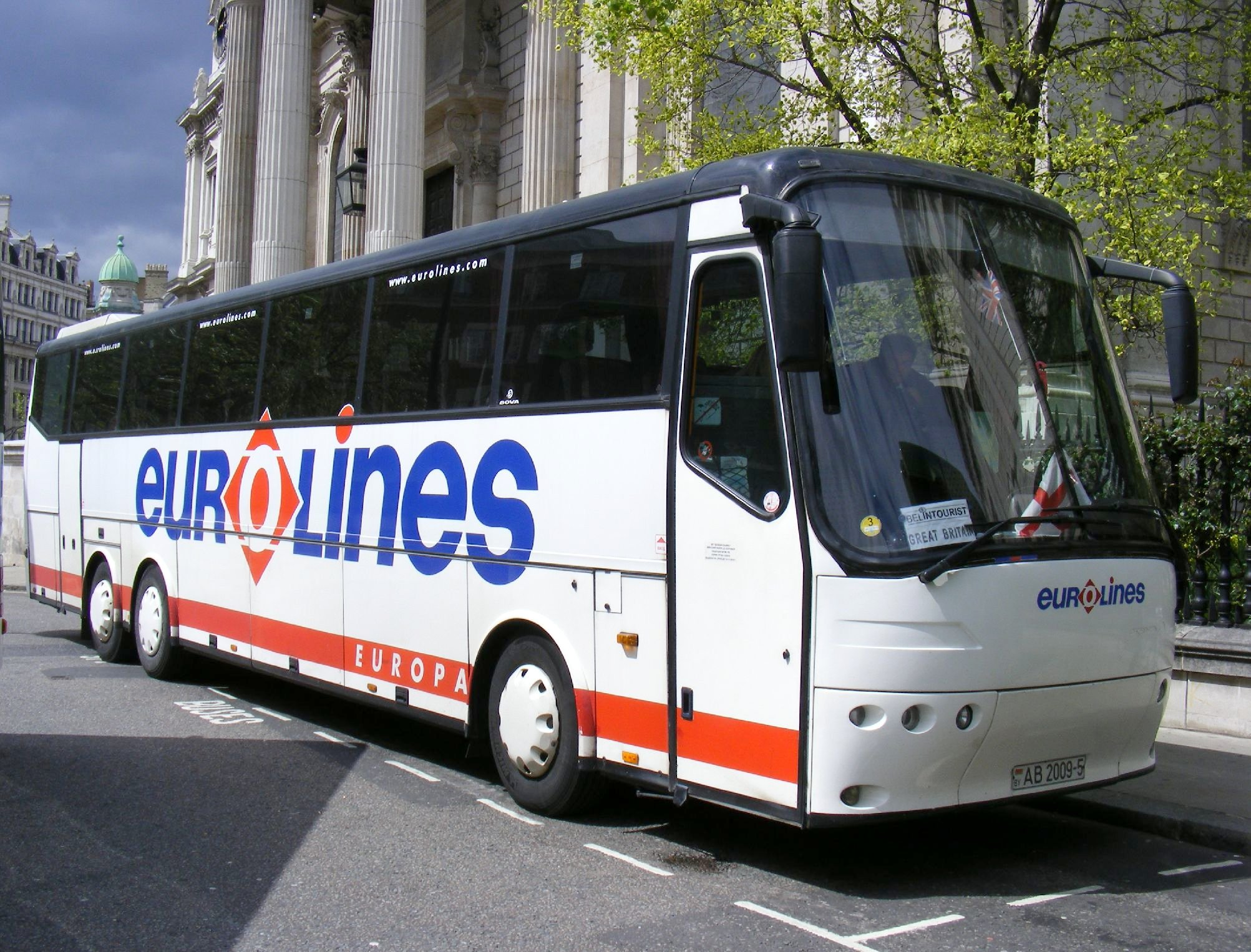
Bova Futura FHD 14 Magnum po drugim faceliftingu
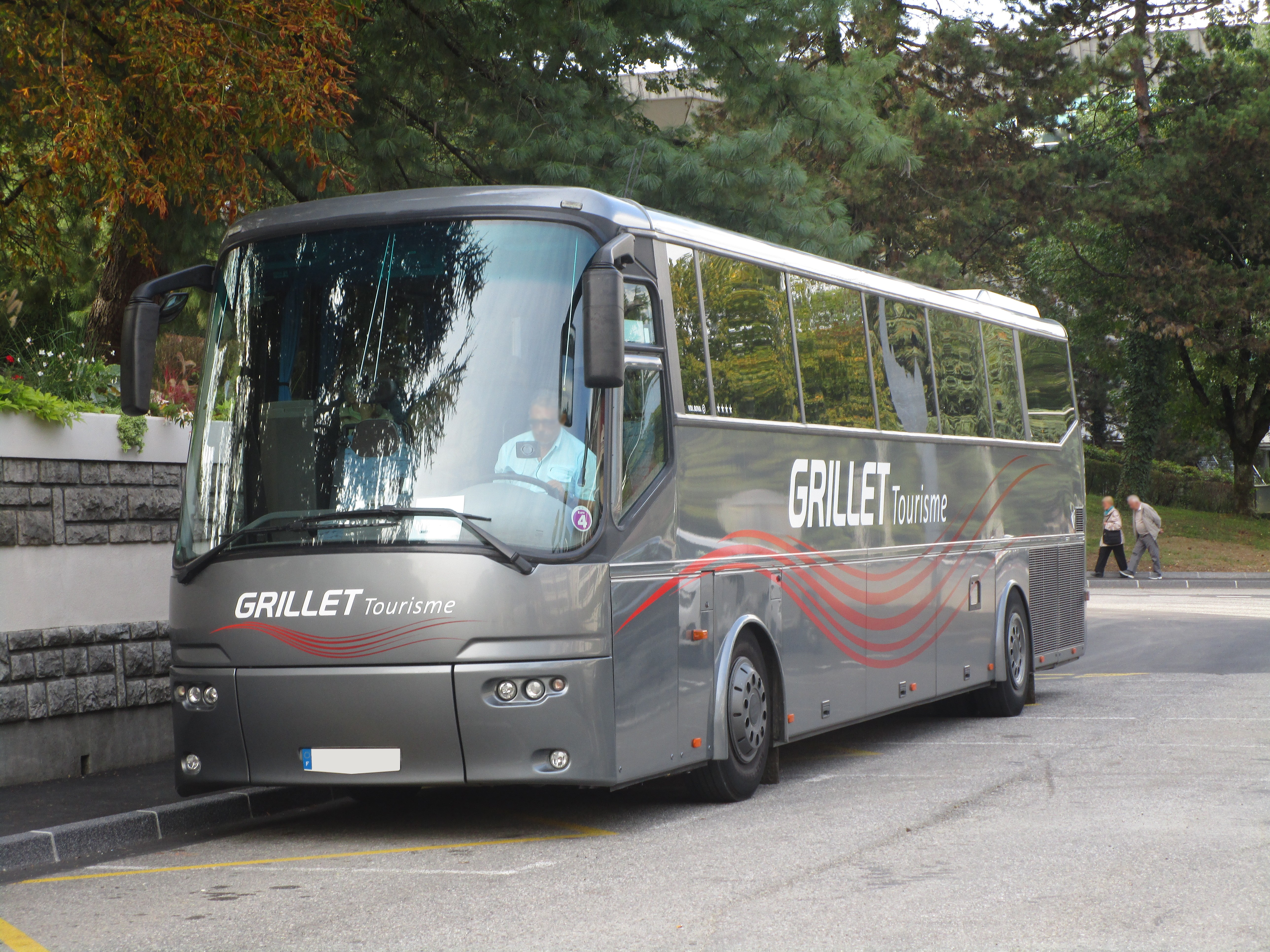
VDL Bova Futura FHD 13 w wersji z lat 2006–2013
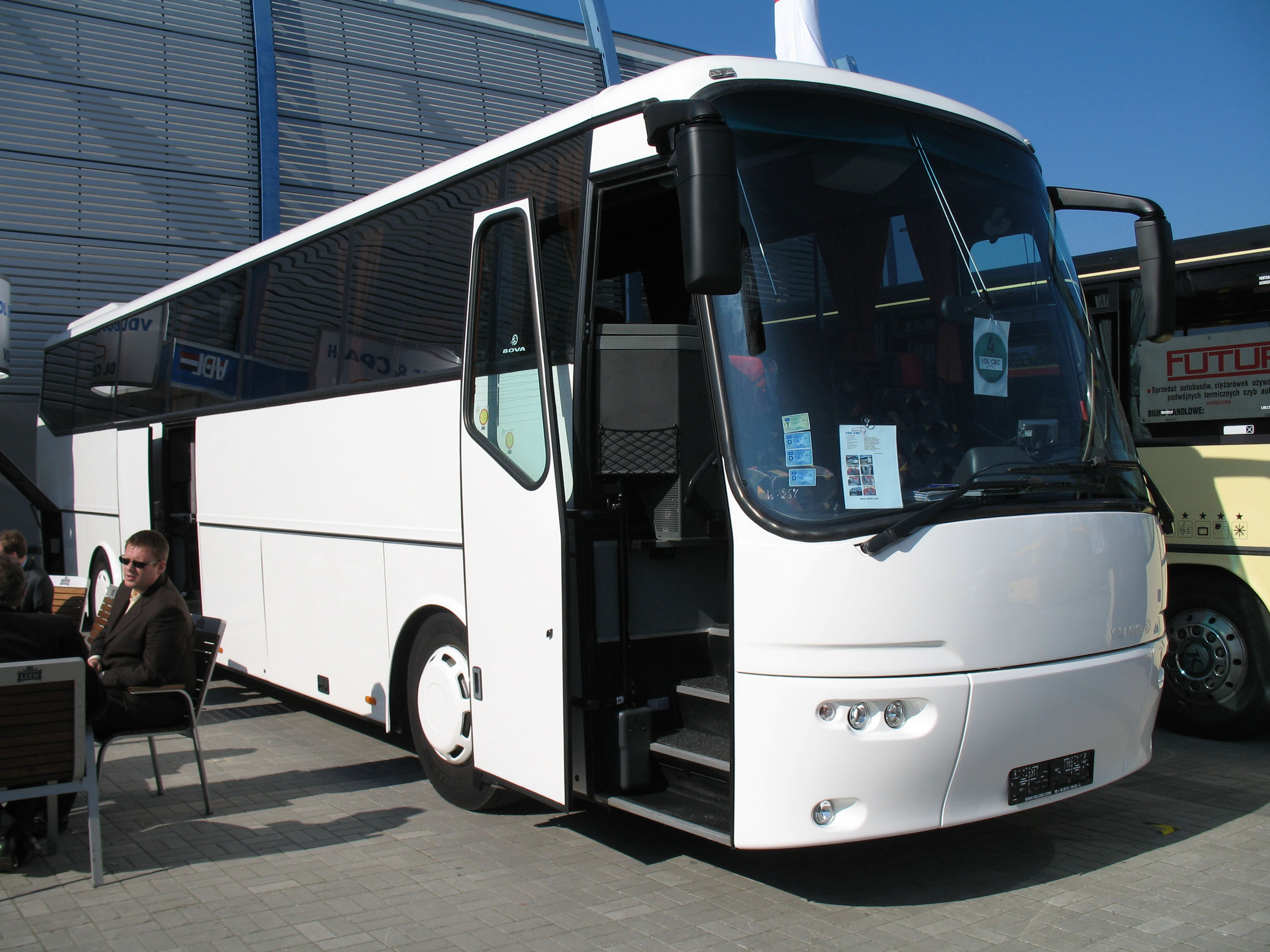
VDL Bova Futura FHD 13
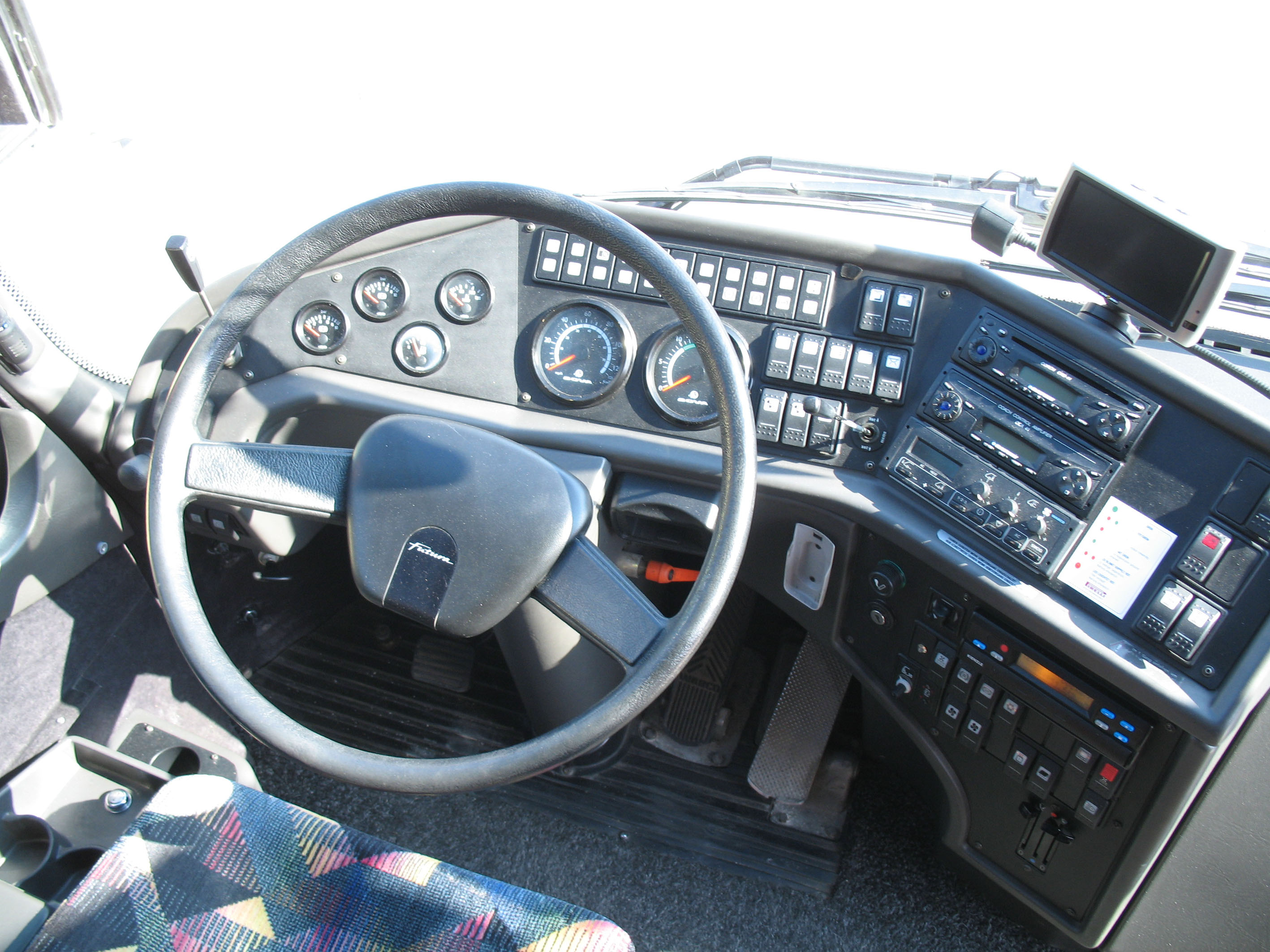
Kokpit Futury z lat 2006–2013
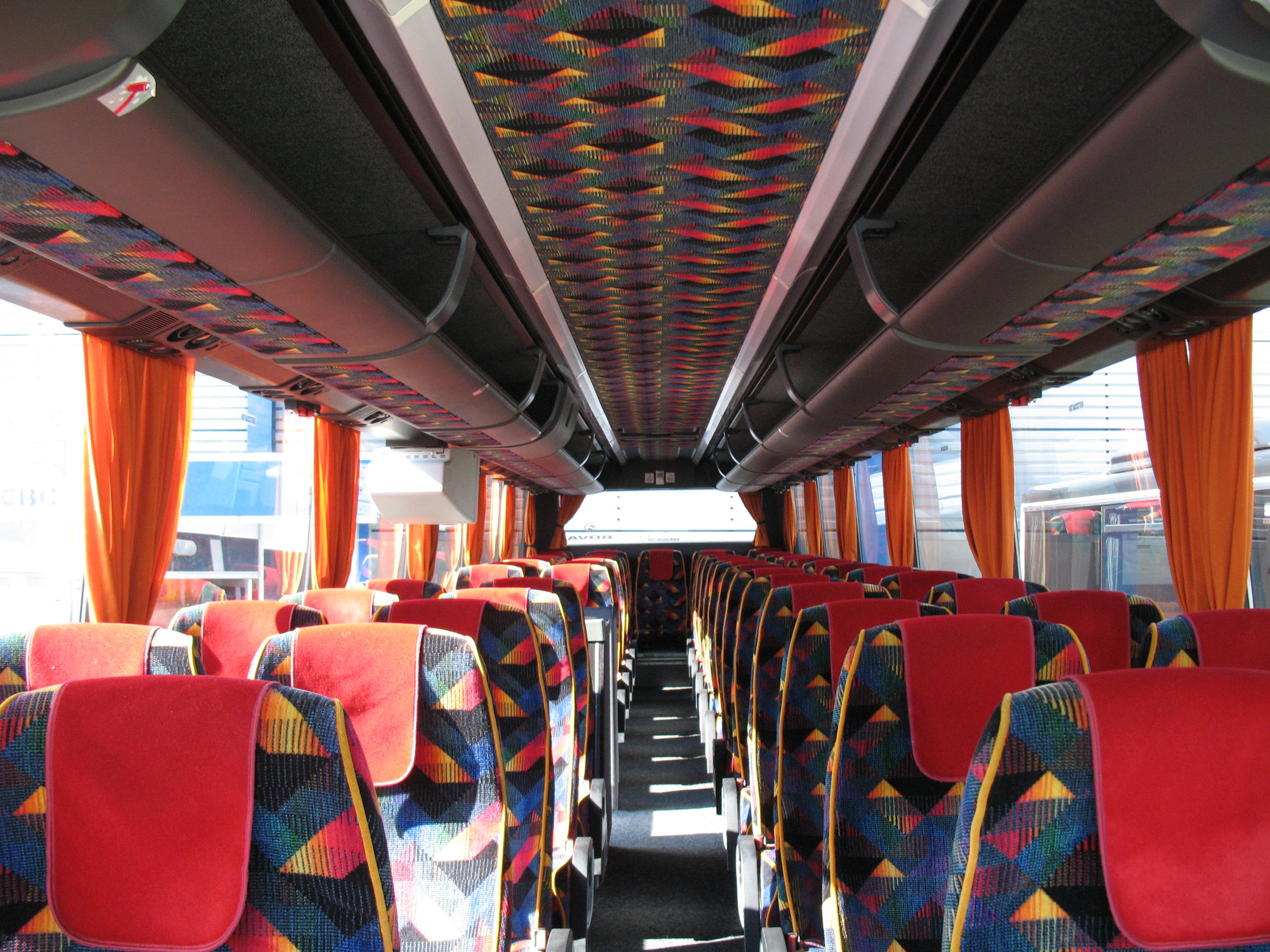
Wnętrze autokaru

### Sprzedaż
Łączna sprzedaż modeli Bova Futura pierwszej generacji wyniosła ponad 11 tys. sztuk, z czego aż 54% stanowił model FH 120. Kolejne 22% to FH 127, czyli przedłużona dwuosiowa wersja, która w ostatnich latach produkcji stanowiła aż 60% całej produkcji. Roczna produkcja autokarów wynosiła od 200 do aż 600 sztuk, przy czym największą popularnością Furura cieszyła się w latach 1997–2007, kiedy produkcja przekraczała 400 szt. rocznie. Autokary Bova Futura trafiły do ponad 30 krajów na całym świecie, głównie w Europie, ale także do Australii, Japonii, Chin i Peru. Najwięcej egzemplarzy (3214 szt.) trafiło do Niemiec, dalej do Francji (2873), Holandii (1410) i Wielkiej Brytanii (1258). Polscy przewoźnicy zakupili łącznie 146 szt. nowych autokarów tego typu, lecz w rzeczywistości ich liczba na polskich drogach jest dużo wyższa ze względu na dużą popularność Futury na rynku wtórnym. Wielu przewoźników decyduje się na zakup kilkuletnich używanych autokarów z Europy Zachodniej.

### Modele Futura Classic
| FV (niskopodłogowe) - FVD 120 | FL (średniopodłogowe) - FL 140 - FL 120 - FL 127 - FL 15 | FH (wysokopodłogowe) - FH 104 - FH 120 - FH 127 - FH 14 - FH 15 |

## Futura 2 (od 2010)
W 2010 r. podczas targów IAA-Nutzfahzeuge w Hanowerze zaprezentowano zupełnie nową generację autokarów VDL Futura, która weszła do seryjnej produkcji w 2011 r. Została ona nazwana Futura 2 lub New Futura. Całkowicie zmieniono design autokarów, zrezygnowano z charakterystycznego wybrzuszenia z przodu pojazdu, zmodyfikowano kształt przednich świateł. Z tyłu wprowadzono nowe tylne lampy, lekko pofalowano linię tylnej ściany. Wprowadzono także charakterystyczną dla modelu srebrną plakietkę z nazwą modelu z tyłu w linii bocznych okien. Zaszły zmiany w jednostce napędowej autokaru, zastosowano silniki DAF spełniające normę emisji spalin Euro 5 EEV lub Euro 6. Napęd przenosi manualna skrzynia biegów Mercedes-Benz GO, później zamienioną na ZF. We wnętrzu zmodyfikowano całkowicie kokpit kierowcy, przeprojektowano także przestrzeń pasażerską.
W 2011 r. VDL Futura FHD2 wzięła udział w konkursie o przyznanie tytułu Autobus Roku 2012 (Coach od the Year). Wśród konkurentów znaleźli się Irizar i6, Scania Touring, Setra S 416 GT-HD, Viseon C13 i Volvo 9500. Ostatecznym zwycięzcą okazał się VDL Futura 2. 
W 2015 r. VDL zaprezentował model autokaru piętrowego w ramach rodziny Futura. Futura FDD2 w dwóch odmianach 130 i 141 zastąpiła produkowany wcześniej model VDL Synergy. Design nowego modelu dwupokładowego nawiązuje do jednopokładowych modeli Futura. Zastosowano jednak kilka odmiennych elementów, m.in. duża łączona szyba przednia w górnej i dolnej części, a także design tylnej ściany. Na pokładzie piętrowej Futury znajduje się do 96 miejsc siedzących. Jednostką napędową jest silnik DAF o mocy 510 KM spełniający normę emisji spalin Euro 6 ze skrzynią biegów ZF. W 2017 r. VDL Futura FDD2-140 wziął udział w walce o tytuł Coach of the Year 2018, lecz przegrał z Irizarem i8.
W 2018 r. VDL wprowadził udoskonalenie jednostki napędowej w modelach Futura, które polegało na zastosowaniu silników i skrzyń biegów nowszej generacji. W ten sposób zmniejszono masę autokarów, a przez to spadło zużycie paliwa, nawet o 3%. Nowe skrzynie biegów pozwoliły także na płynniejsze i cichsze zmiany biegów w pojeździe. 

### Modele Futura 2
| FMD2 (średniopokładowe) - FMD2 129 - FMD2 135 - FMD2 148 | FHD2 (wysokopokładowe) - FHD2 106 - FHD2 122 - FHD2 129 - FHD2 135 - FHD2 139 - FHD2 148 | FDD2 (dwupokładowe) - FDD2 130 - FDD2 148 |

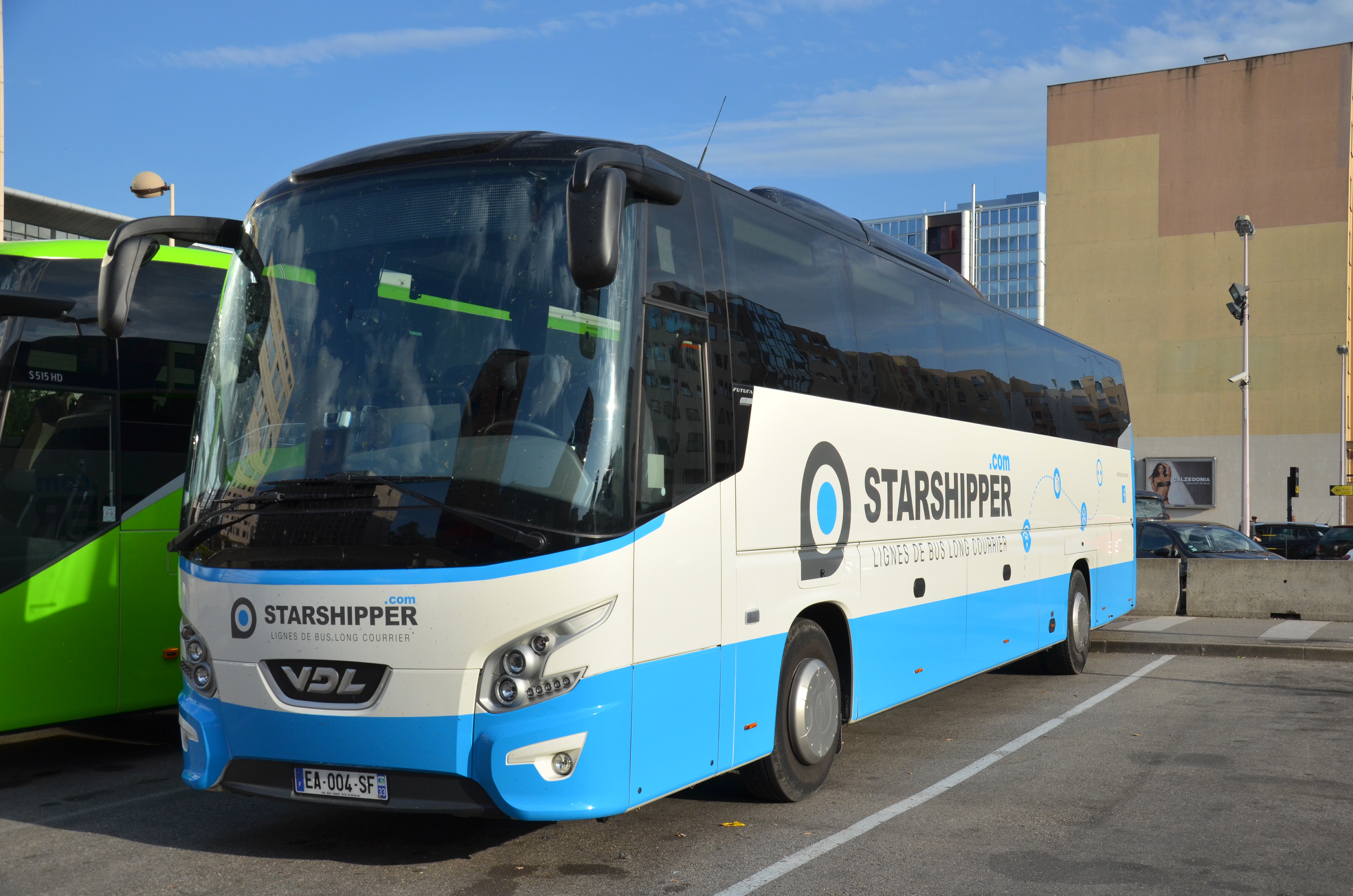
VDL Futura FHD2-122
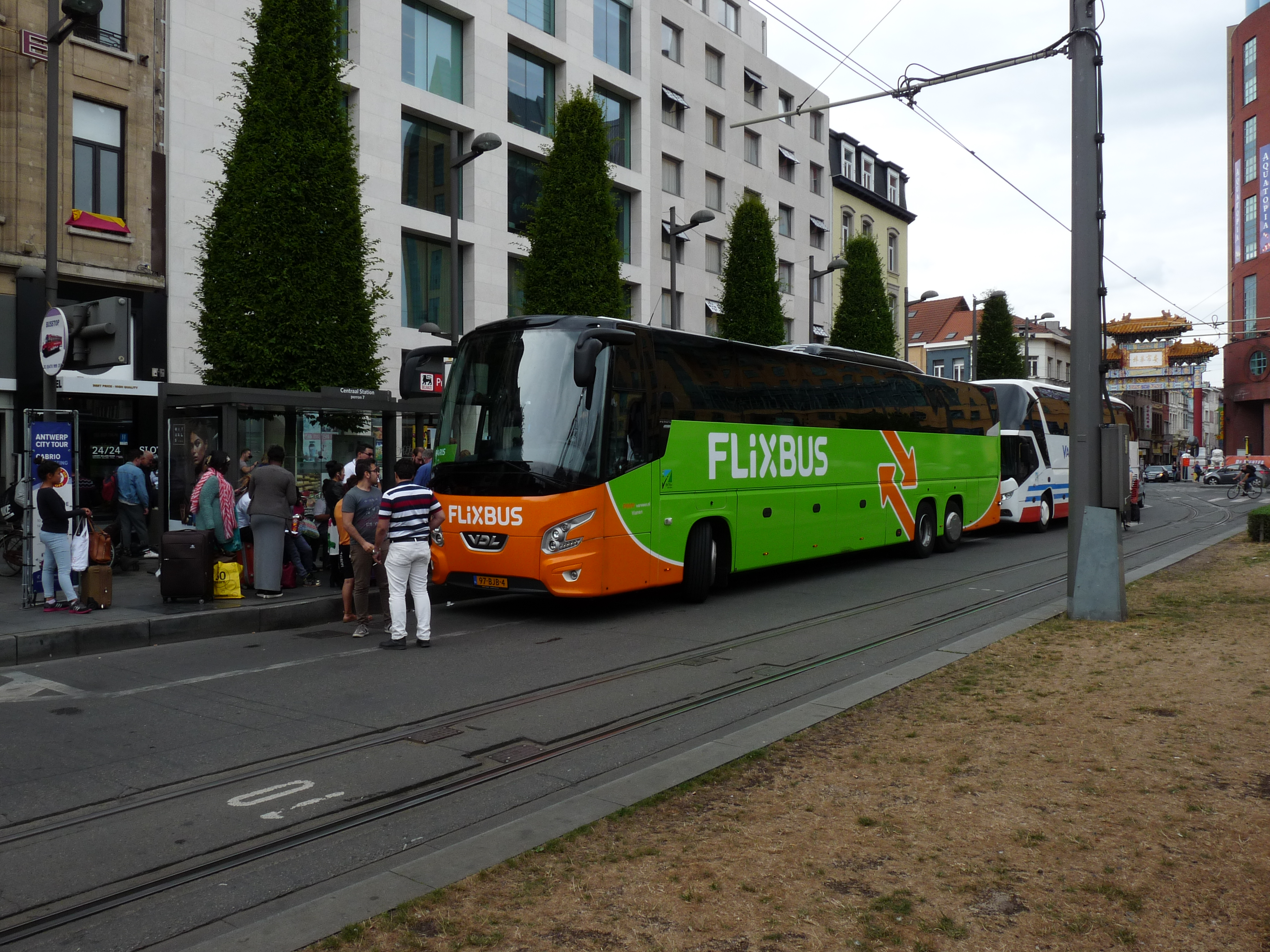
VDL Futura FHD2-148 – najdłuższy model w ofercie producenta w barwach Flixbusa
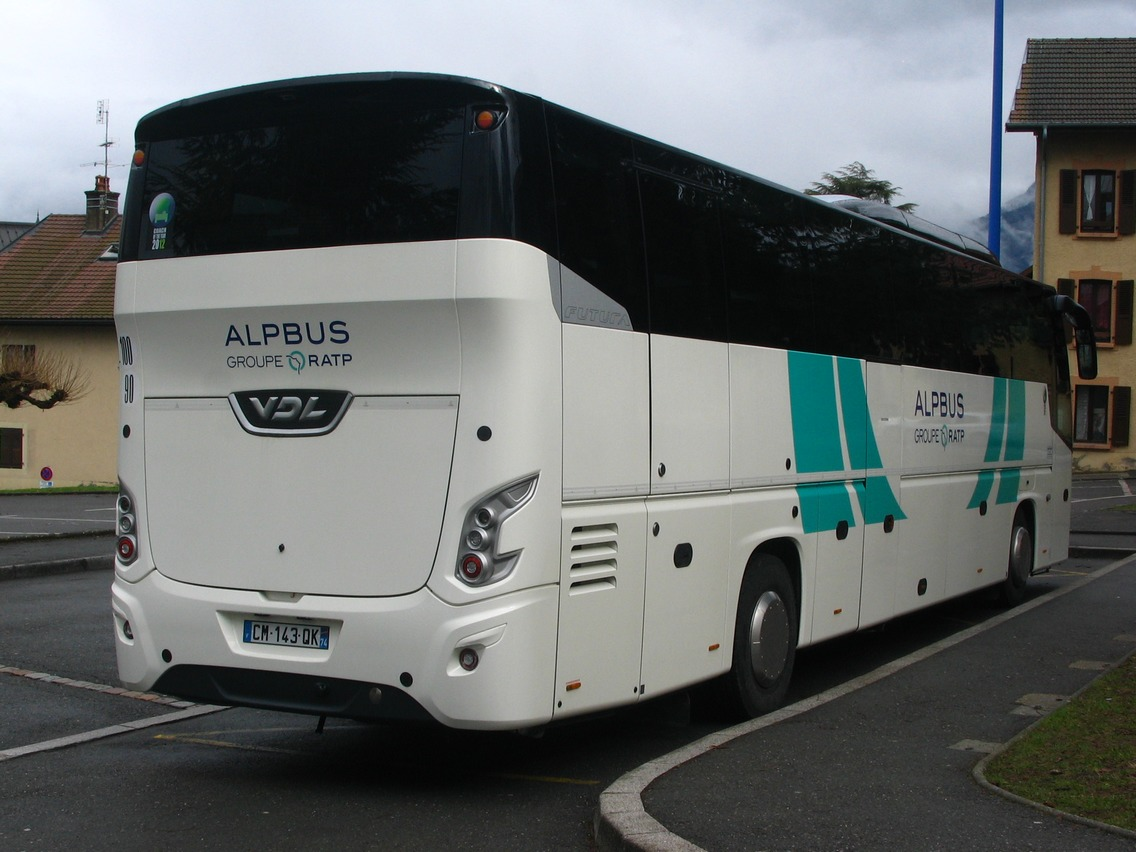
Widok na tył autokaru
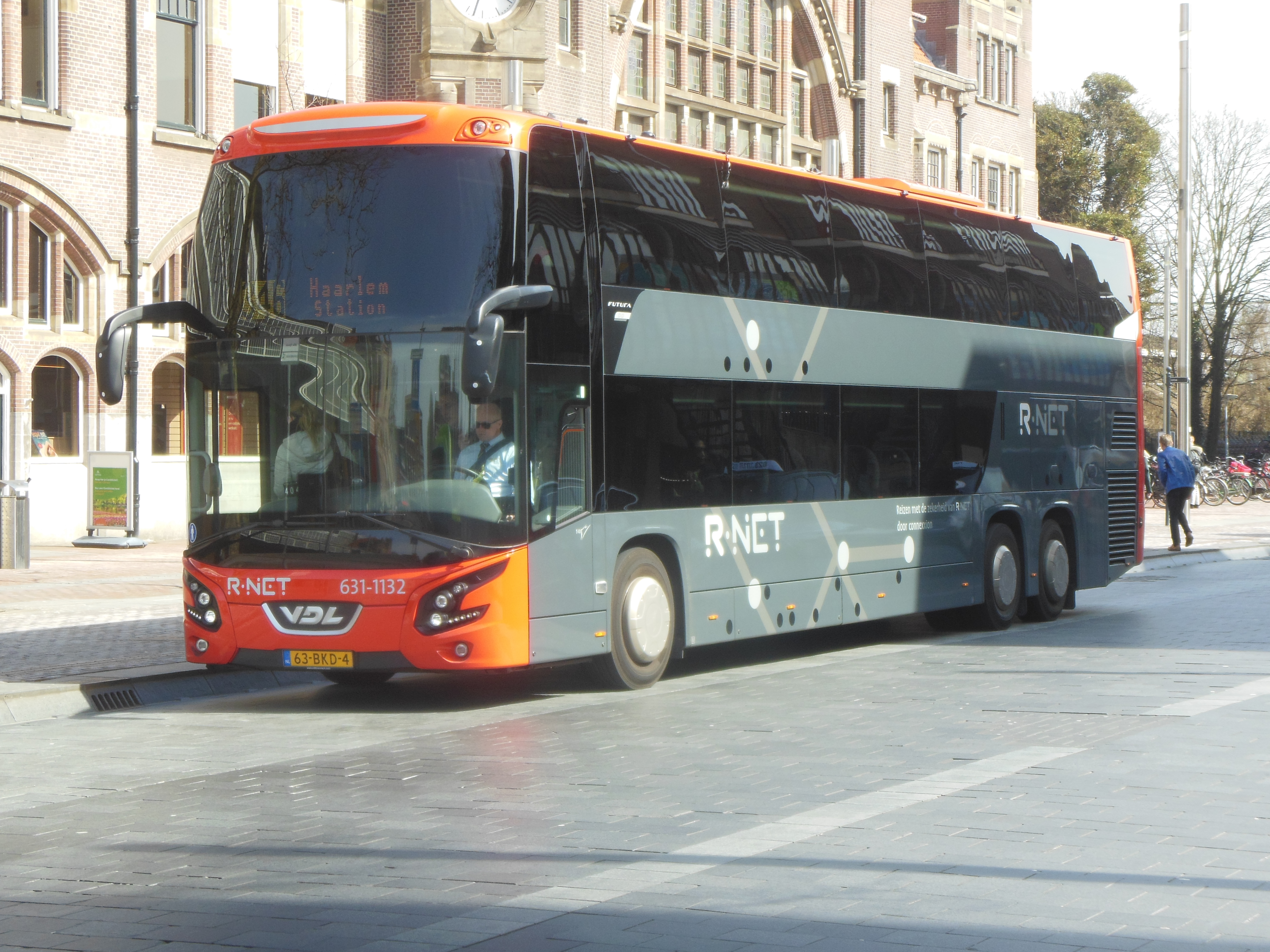
Piętrowy VDL Futura FDD2-148
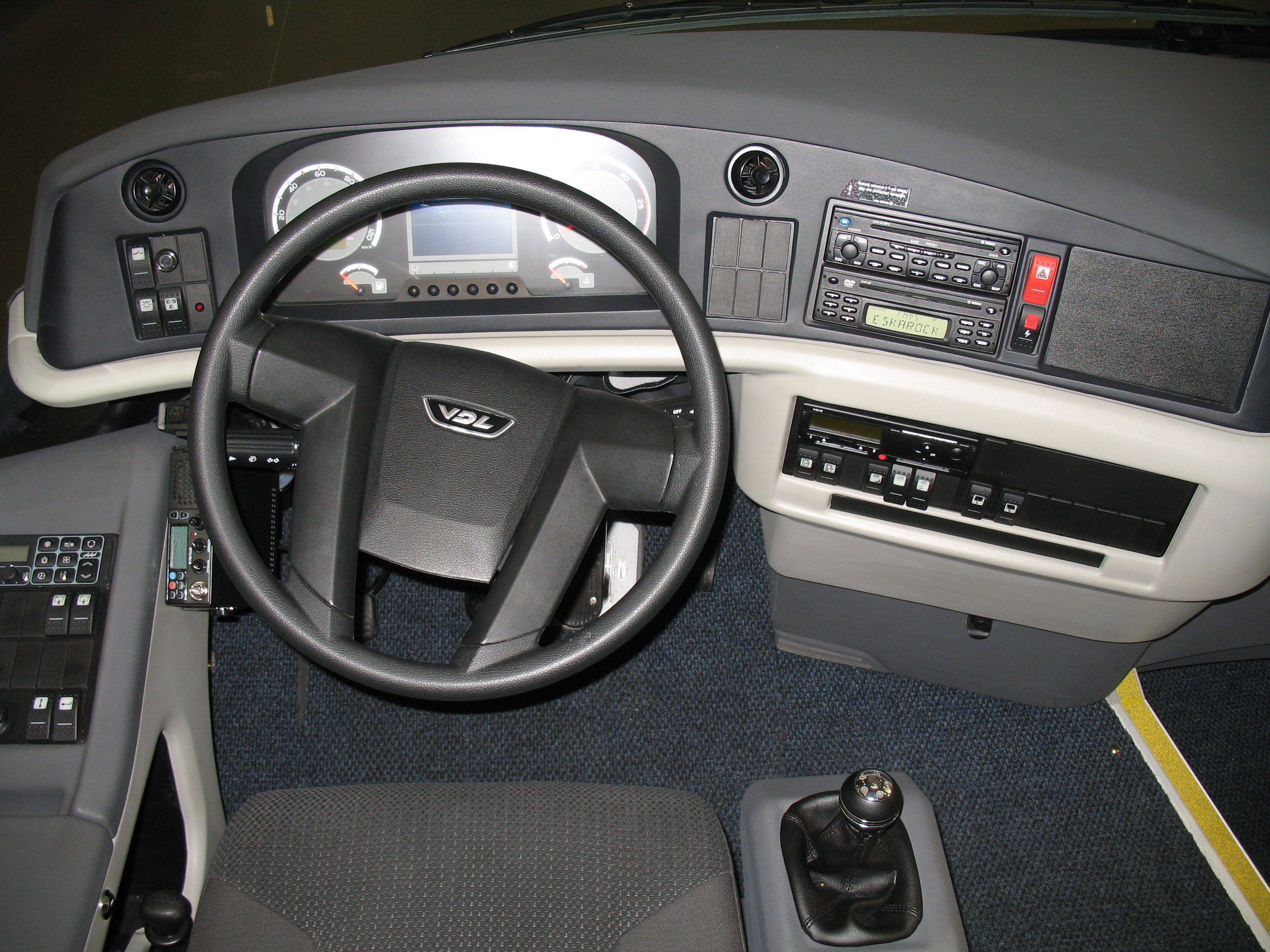
Kokpit Futury 2
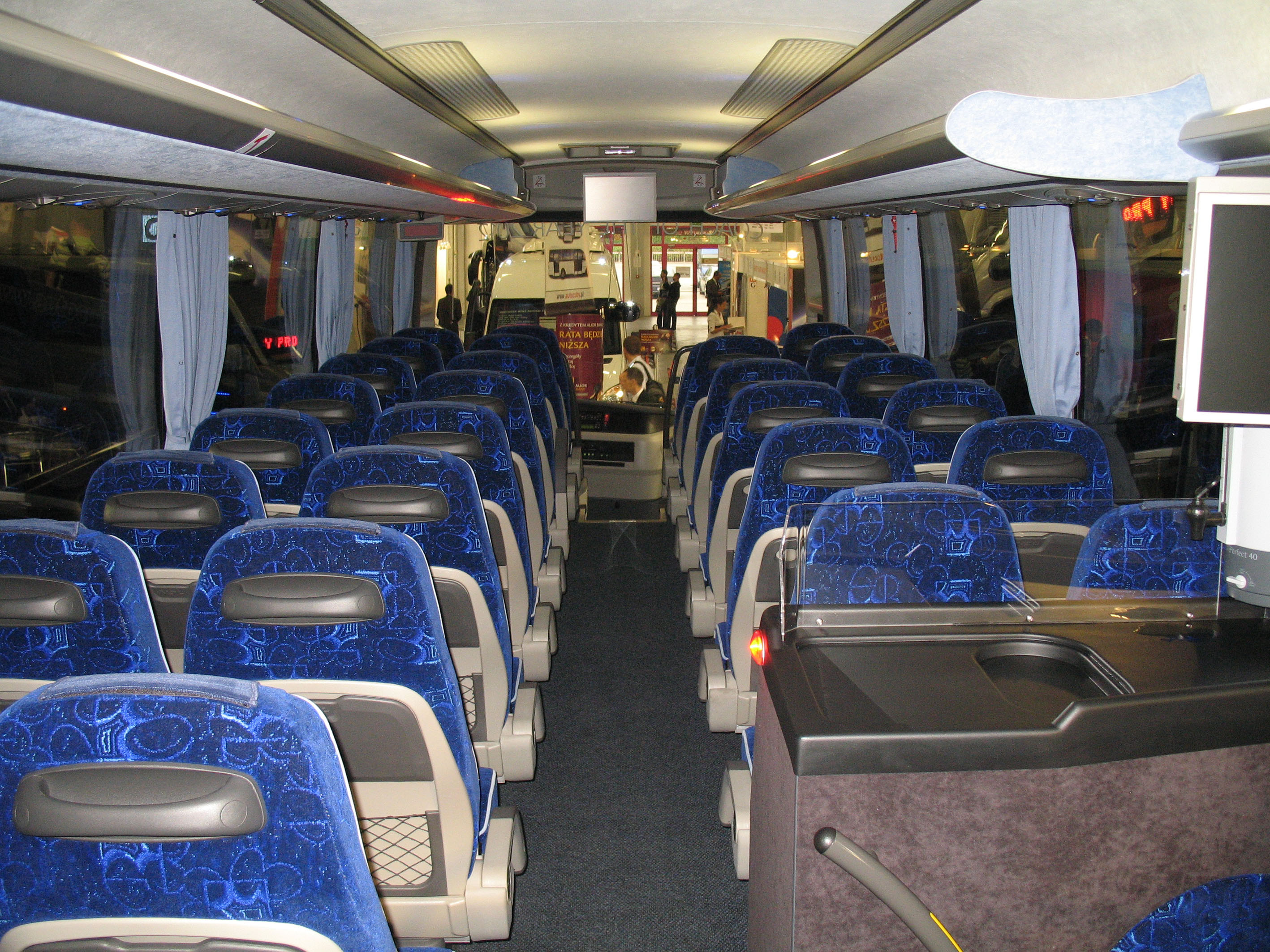
Wnętrze autokaru